# Paroș, Hunedoara
Paroș este un sat în comuna Sălașu de Sus din județul Hunedoara, Transilvania, România.

## Monumente istorice
- Biserica „Pogorârea Sfântului Duh"

## Imagini

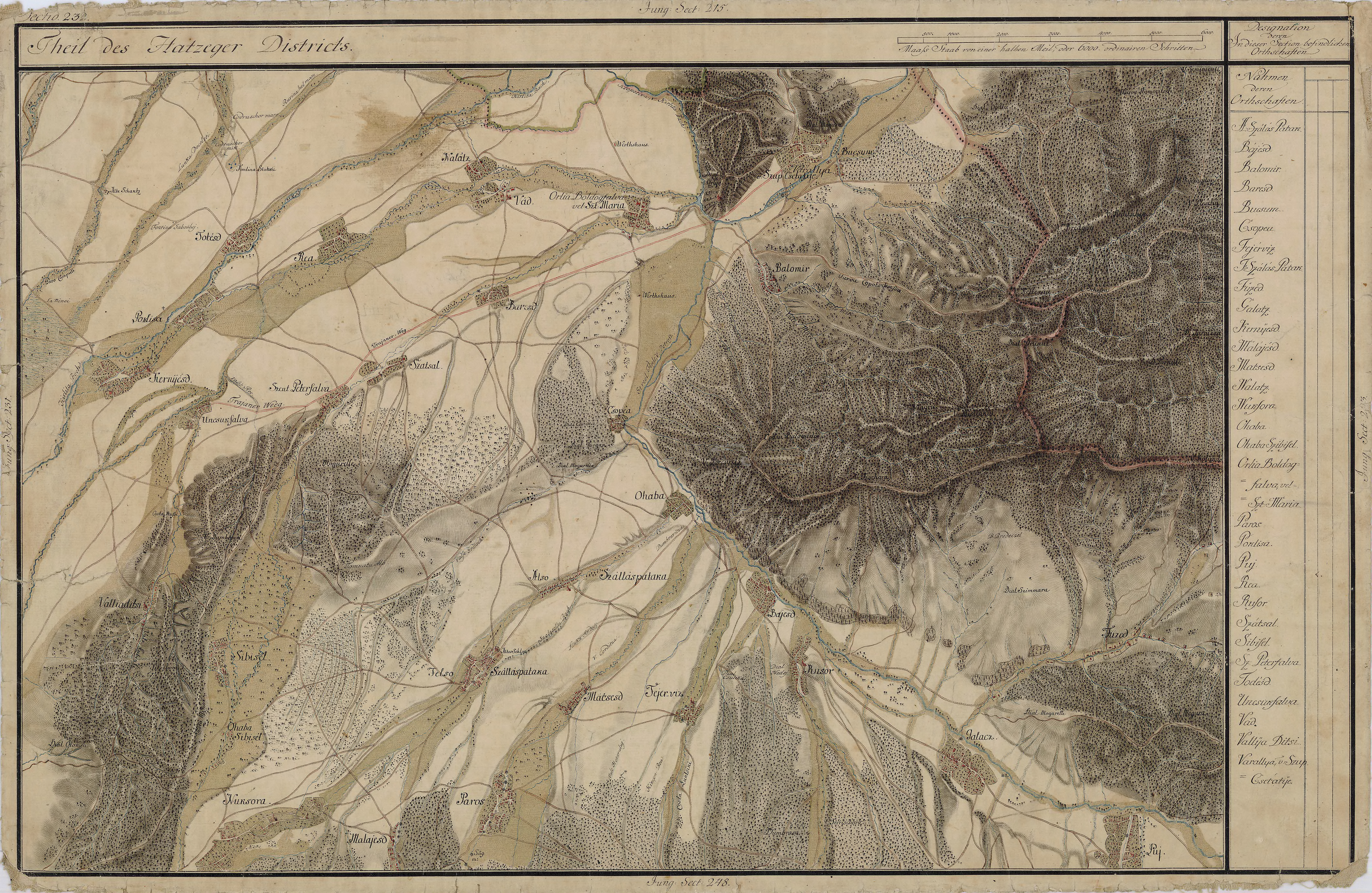
Paroș în Harta Iosefină a Transilvaniei, 1769-1773
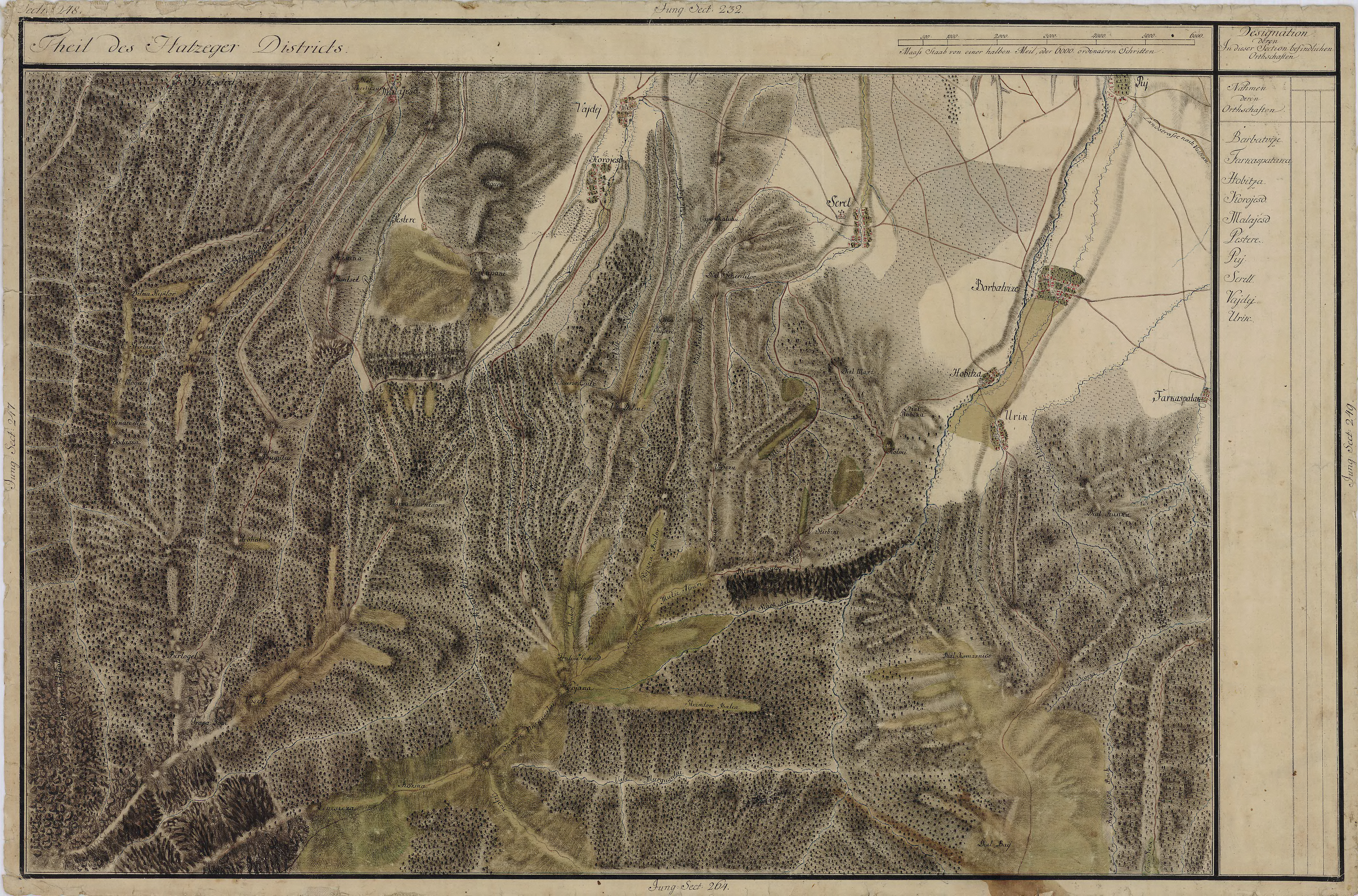
Paroș în Harta Iosefină a Transilvaniei, 1769-1773
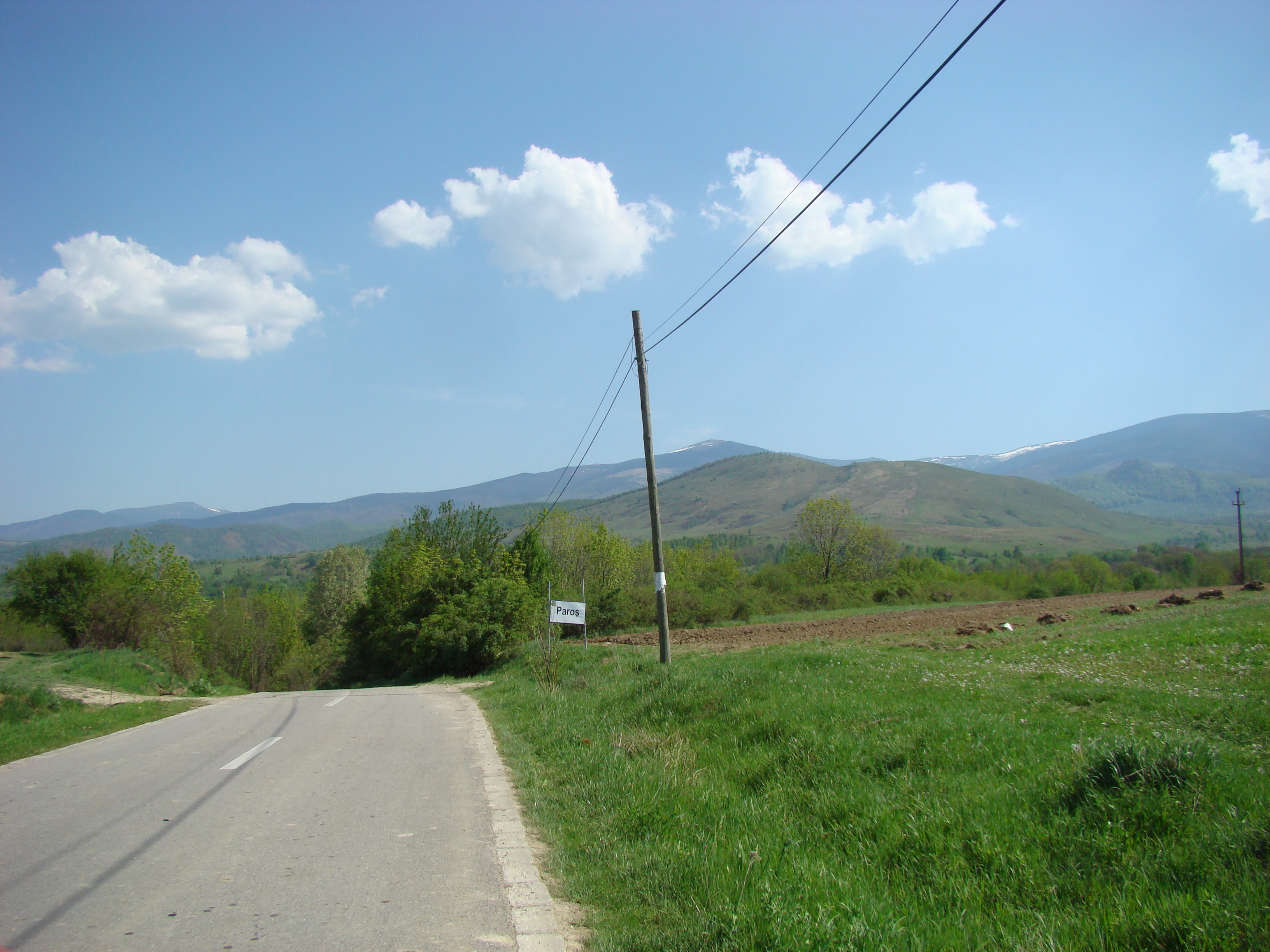
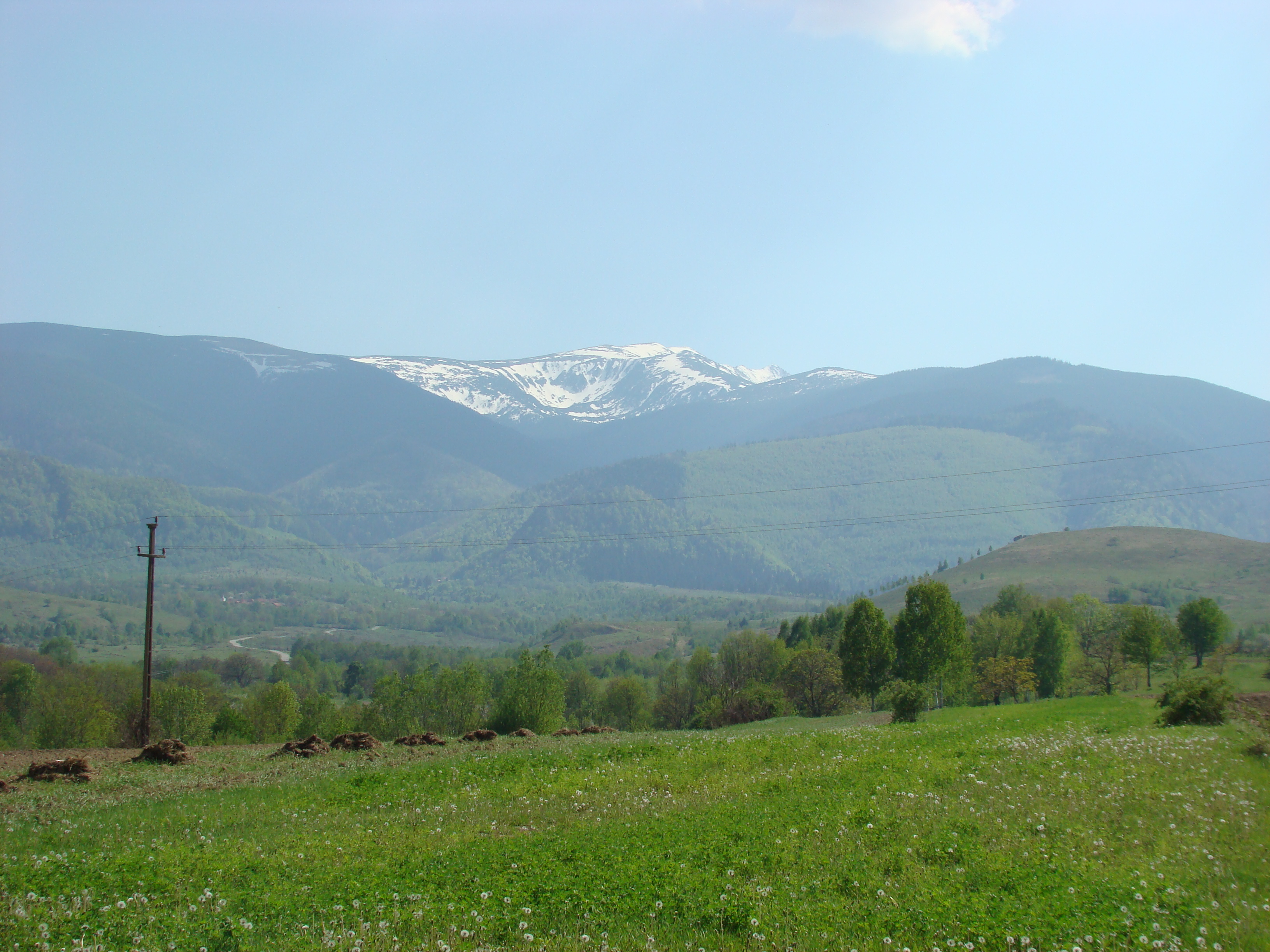